# Nucli de Poisson
En matemàtiques, i específicament en teoria de potencials, el nucli de Poisson és un nucli integral, utilitzat per resoldre l'equació de Laplace bidimensional, donades les condicions de contorn de Dirichlet al disc unitat. El nucli es pot entendre com la derivada de la funció de Green per a l'equació de Laplace. Porta el nom de Siméon Poisson.
Els nuclis de Poisson solen trobar aplicacions en teoria de control i problemes bidimensionals en electroestàtica. A la pràctica, la definició dels nuclis de Poisson s'estén sovint a problemes n-dimensionals.

## Nuclis de Poisson bidimensionals

### Al disc de la unitat
En el pla complex, el nucli de Poisson per al disc unitari ve donat per
{\displaystyle P_{r}(\theta )=\sum _{n=-\infty }^{\infty }r^{|n|}e^{in\theta }={\frac {1-r^{2}}{1-2r\cos \theta +r^{2}}}=\operatorname {Re} \left({\frac {1+re^{i\theta }}{1-re^{i\theta }}}\right),\ \ \ 0\leq r<1.}
Si {\displaystyle D=\{z:|z|<1\}} és el disc de la unitat oberta en C, T és el límit del disc i f una funció a T que es troba a L 1 ( T ), aleshores la funció u donada per {\displaystyle u(re^{i\theta })={\frac {1}{2\pi }}\int _{-\pi }^{\pi }P_{r}(\theta -t)f(e^{it})\,\mathrm {d} t,\quad 0\leq r<1} és harmònic en D i té un límit radial que coincideix amb f gairebé a tot arreu del límit T del disc.
Que el valor límit de u és f es pot argumentar utilitzant el fet que com r → 1, les funcions Pr(θ) formen una unitat aproximada en l'àlgebra de convolució L1(T). Com a operadors lineals, tendeixen a la funció delta de Dirac en punts a Lp(T). Pel principi de màxim, u és l'única funció harmònica d'aquest tipus en D.
Les convolucions amb aquesta unitat aproximada donen un exemple d'un nucli de sumabilitat per a la sèrie de Fourier d'una funció en L1(T) (Katznelson 1976). Sigui f ∈ L1(T) la sèrie de Fourier {fk}. Després de la transformada de Fourier, la convolució amb P r ( θ ) es converteix en multiplicació per la seqüència {r|k|} ∈ ℓ1(Z). Prenent la transformada de Fourier inversa del producte resultant {r k|fk} dóna els mitjans d'Abel A r f de f : {\displaystyle A_{r}f(e^{2\pi ix})=\sum _{k\in \mathbb {Z} }f_{k}r^{|k|}e^{2\pi ikx}.}La reordenació d'aquesta sèrie absolutament convergent mostra que f és el valor límit de g + h, on g (resp. h ) és una funció holomòrfica (resp. antiholomòrfica ) a D.
Quan també es demana que l'extensió harmònica sigui holomòrfica, aleshores les solucions són elements d'un espai de Hardy. Això és cert quan tots els coeficients de Fourier negatius de f desapareixen. En particular, el nucli de Poisson s'utilitza habitualment per demostrar l'equivalència dels espais de Hardy al disc unitari i el cercle unitari.
L'espai de funcions que són els límits de T de funcions en Hp(z) es pot anomenar Hp(T). És un subespai tancat de Lp(T) (almenys per a p ≥ 1). Com que Lp(T) és un espai de Banach (per a 1 ≤ pàg ≤ ∞), també ho és Hp(T).

### Al mig pla superior
El disc d'unitat es pot mapejar de manera conforme al semipla superior mitjançant determinades transformacions de Möbius. Com que el mapa conformal d'una funció harmònica també és harmònica, el nucli de Poisson es trasllada al semipla superior. En aquest cas, l'equació integral de Poisson pren la forma {\displaystyle u(x+iy)=\int _{-\infty }^{\infty }P_{y}(x-t)f(t)\,dt,\qquad y>0.}El nucli en si ve donat per
{\displaystyle P_{y}(x)={\frac {1}{\pi }}{\frac {y}{x^{2}+y^{2}}}.}Donada una funció
{\displaystyle f\in L^{p}(\mathbb {R} )}, l'espai Lp de les funcions integrables a la recta real, u es pot entendre com una extensió harmònica de f al semipla superior. En analogia amb la situació del disc, quan u és holomòrfica al mig pla superior, aleshores u és un element de l'espai de Hardy, {\displaystyle H^{p},} i en particular, {\displaystyle \|u\|_{H^{p}}=\|f\|_{L^{p}}}
Així, de nou, l'espai de Hardy H p al mig pla superior és un espai de Banach i, en particular, la seva restricció a l'eix real és un subespai tancat de {\displaystyle L^{p}(\mathbb {R} ).} La situació és només anàloga al cas del disc de la unitat; la mesura de Lebesgue per al cercle unitari és finita, mentre que la de la recta real no ho és.

### Damunt la pilota
Per a la bola de radi {\displaystyle r,B_{r}\subset \mathbb {R} ^{n},} el nucli de Poisson pren la forma {\displaystyle P(x,\zeta )={\frac {r^{2}-|x|^{2}}{r\omega _{n-1}|x-\zeta |^{n}}}} on {\displaystyle x\in B_{r},\zeta \in S} (la superfície de {\displaystyle B_{r}} ), i {\displaystyle \omega _{n-1}} és la superfície de la unitat ( n − 1)-esfera.

### A la meitat superior
També es pot obtenir una expressió per al nucli de Poisson d'un semiespai superior. Denoteu les coordenades cartesianes estàndard de {\displaystyle \mathbb {R} ^{n+1}} per {\displaystyle (t,x)=(t,x_{1},\dots ,x_{n}).} El mig espai superior és el conjunt definit per {\displaystyle H^{n+1}=\left\{(t;x)\in \mathbb {R} ^{n+1}\mid t>0\right\}.} El nucli de Poisson per a H n +1 ve donat per {\displaystyle P(t,x)=c_{n}{\frac {t}{\left(t^{2}+\left\|x\right\|^{2}\right)^{(n+1)/2}}}} on
{\displaystyle c_{n}={\frac {\Gamma [(n+1)/2]}{\pi ^{(n+1)/2}}}.}